# Energia potencial gravitacional

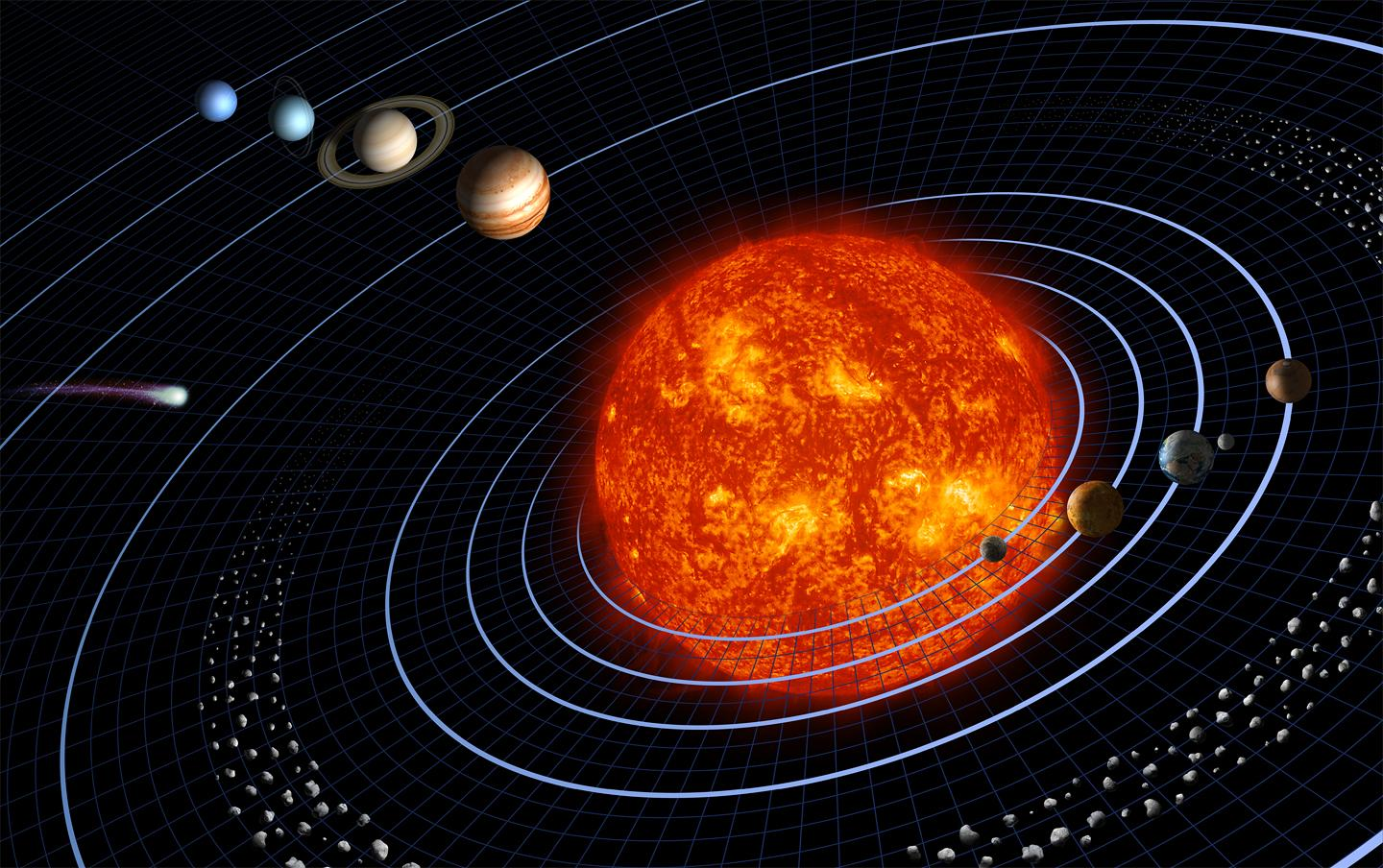
A força gravitacional mantém os planetas em órbita ao redor do sol.

A energia potencial gravitacional ou energia gravitacional é a energia potencial que um objeto massivo tem em relação a outro objeto massivo devido à gravidade. É a energia potencial associada ao campo gravitacional, que é parcialmente convertida em energia cinética quando os objetos caem uns contra os outros. A energia potencial gravitacional aumenta quando dois objetos são separados.
Para duas partículas pontuais que interagem em pares, a energia gravitacional é determinada pelas massas das partículas, sua separação e a constante gravitacional (G). Perto da superfície da Terra, o campo gravitacional é aproximadamente constante, e a energia potencial gravitacional {\displaystyle U} de um objeto pode ser expressa por
{\displaystyle U=mgh} .
Nessa expressão {\displaystyle m} é a massa do objeto, {\displaystyle g} é a gravidade da Terra e {\displaystyle h} é a altura do centro de massa do objeto acima de um nível de referência escolhido.

## Expressão genérica

### Corpos pontuais
Sabe-se que o campo das forças gravitacionais entre dois corpos pontuais 1 e 2, cuja posição relativa e o vetor {\displaystyle {\vec {r}}} é:
{\displaystyle {\vec {F}}\left({\vec {r}}\right)={\frac {G\cdot m_{1}\cdot m_{2}}{\left\|{\vec {r}}\right\|^{3}}}{\vec {r}}}
onde G representa a constante de gravitação universal, m1 e m2 representam as massas em interação, {\displaystyle {\vec {r}}} representa o vetor que localiza uma das massas em relação à outra e {\displaystyle r=\|{\vec {r}}\|={\sqrt {{\vec {r}}.{\vec {r}}}}} representa o módulo (tamanho) do vetor {\displaystyle {\vec {r}}}, ou seja, a distância entre as massas.
Sendo o campo gravitacional um campo conservativo, é possível definir o seu potencial como uma função {\displaystyle U\left({\vec {r}}\right)} tal que:
{\displaystyle \nabla U\left({\vec {r}}\right)=-{\vec {F}}\left({\vec {r}}\right)}
Partindo da definição e operando em coordenadas cartesianas tem-se que:
{\displaystyle {\vec {F}}\left({\vec {r}}\right)=\left(-{\frac {\partial U\left({\vec {r}}\right)}{\partial x}},-{\frac {\partial U\left({\vec {r}}\right)}{\partial y}},-{\frac {\partial U\left({\vec {r}}\right)}{\partial z}}\right)}
Logo, a função potencial é: 
{\displaystyle U\left({\vec {r}}\right)=-{\frac {G\cdot m_{1}\cdot m_{2}}{\left\|{\vec {r}}\right\|}}}
Da expressão acima, é possível perceber que a energia potencial depende da distância entre os dois corpos sem contudo levar em consideração o vetor-posição de um em relação ao outro. Então pode ser escrita como:
{\displaystyle U\left(r\right)=-{\frac {G\cdot m_{1}\cdot m_{2}}{r}}}
Considerando que se saiba que o campo gravitacional é conservativo, também é possível determinar o potencial através da expressão:
{\displaystyle \Delta U=-\int {\vec {F}}\left({\vec {r}}\right)d{\vec {r}}}
cujo resultado é igual ao determinado anteriormente.

### Corpos extensos
Para determinar-se a interação gravitacional entre corpos extensos é necessário proceder-se ao cálculo de um integral de volume sobre os dois corpos a fim de se determinar a soma das interações gravitacionais entre os infinitos diferenciais de massa nos quais se dividem os corpos. Tal cálculo é dependente da geometria dos corpos, podendo ser complexo em certos casos. Contudo Newton mostrou, com o uso do cálculo diferencial e integral, que pontos externos a uma esfera com distribuição simétrica de massa se encontram sujeitos a potenciais gravitacionais por ela determinados completamente análogos àqueles que seriam determinados por uma partícula pontual localizada no centro da esfera, desde que a essa partícula se associe uma massa igual à massa de toda a esfera original. Newton demonstrou também que a expressão geral acima é válida para corpos esféricos que apresentem distribuições de massa (densidades) com simetria esférica (formado por cascas homogêneas).  Esta expressão pode assim, por exemplo, ser utilizada para aproximar com alta precisão a energia potencial armazenada no sistema Terra - Lua, sendo que a distância a considerar-se é, neste caso, a distância entre os centros dos astros em questão.

## Mecânica newtoniana
Na mecânica clássica, duas ou mais massas sempre têm potencial gravitacional. A conservação da energia requer que a energia desse campo gravitacional seja sempre negativa, de modo que seja zero quando os objetos estão infinitamente distantes. A energia potencial gravitacional é a energia potencial que um objeto possui porque está dentro de um campo gravitacional.
A força entre uma massa pontual, {\displaystyle M}, e outra massa pontual, {\displaystyle m}, é dada pela lei da gravitação de Newton: {\displaystyle F=G{\frac {mM}{r^{2}}}}
Para obter o trabalho total realizado por uma força externa para trazer a massa pontual {\displaystyle m} do infinito para a distância final {\displaystyle R} (por exemplo, o raio da Terra) dos dois pontos de massa, a força é integrada em relação ao deslocamento :
{\displaystyle W=\int _{\infty }^{R}G{\frac {mM}{r^{2}}}dr=} {\displaystyle -G\left.{mM \over r}\right\vert _{\infty }^{R}}
Como {\displaystyle \lim _{r\rightarrow \infty }{\frac {1}{r}}=0}, o trabalho total realizado no objeto pode ser escrito como:
{\displaystyle U=-G{\frac {mM}{R}}}

## Relatividade geral
Na relatividade geral, a energia gravitacional é extremamente complexa e não há uma definição única do conceito. Às vezes, é modelado por meio do pseudotensor Landau-Lifshitz, que permite a retenção das leis de conservação de energia-momento da mecânica clássica.
A adição do tensor tensão-energia-momento da matéria ao pseudotensor Landau-Lifshitz resulta em uma matéria combinada mais pseudotensor de energia gravitacional que tem uma 4-divergência de desaparecimento em todos os quadros - garantindo a lei de conservação. Algumas pessoas objetam a esta derivação alegando que os pseudotensores são inadequados na relatividade geral, mas a divergência do pseudotensor de matéria combinada mais energia gravitacional é um tensor. 

## Aproximação para campo gravitacional uniforme
Considerando o campo gravitacional próximo da superfície da Terra como uniforme (assumindo as linhas de campo paralelas e a gravidade sendo constante em todos os pontos), define-se o campo das forças gravitacionais como sendo:
{\displaystyle {\vec {F}}\left(x,y,z\right)=\left(0,0,-mg\right)}
Partindo da definição de potencial, calcula-se o potencial, nesse caso, como sendo:
{\displaystyle U\left(x,y,z\right)=mgz}
Ou seja, o potencial gravitacional pode ser calculado, nessa aproximação, pelo produto do peso (massa vezes gravidade) pela altura em que o corpo se encontra.
{\displaystyle U\left(h\right)=Ph=mgh}
Nessa aproximação, válida para pequenas variações de altura em torno de um nível de referência, geralmente a superfície da Terra, usa-se necessariamente um determinado nível como referência, sendo comum adotar-se o nível mais baixo no problema como o ponto de energia potencial zero, o nível do solo, a exemplo.  Sendo a energia potencial gravitacional uma grandeza escalar cujo valor depende do nível de referência escolhido, é possível que a energia potencial gravitacional seja negativa, marca atingida se o objeto encontrar-se abaixo do nível adotado como referência, a exemplo.
A expressão para campos uniformes anterior pode também ser deduzida da expressão geral fazendo-se uma expansão em série da mesma e retendo-se apenas o termo em primeira ordem na altura.